# Vergnügungspark

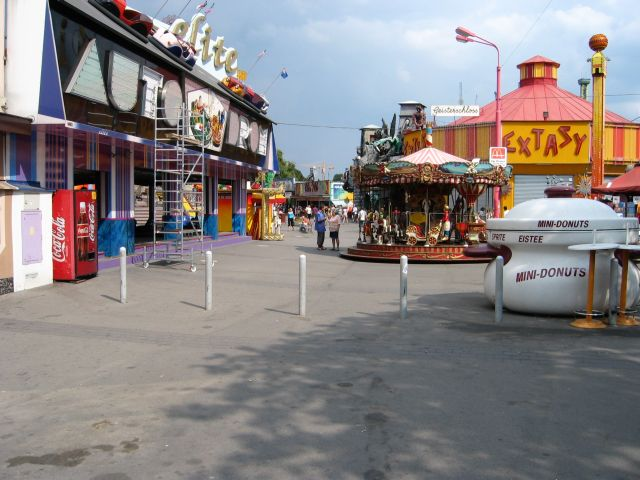
Wiener Prater

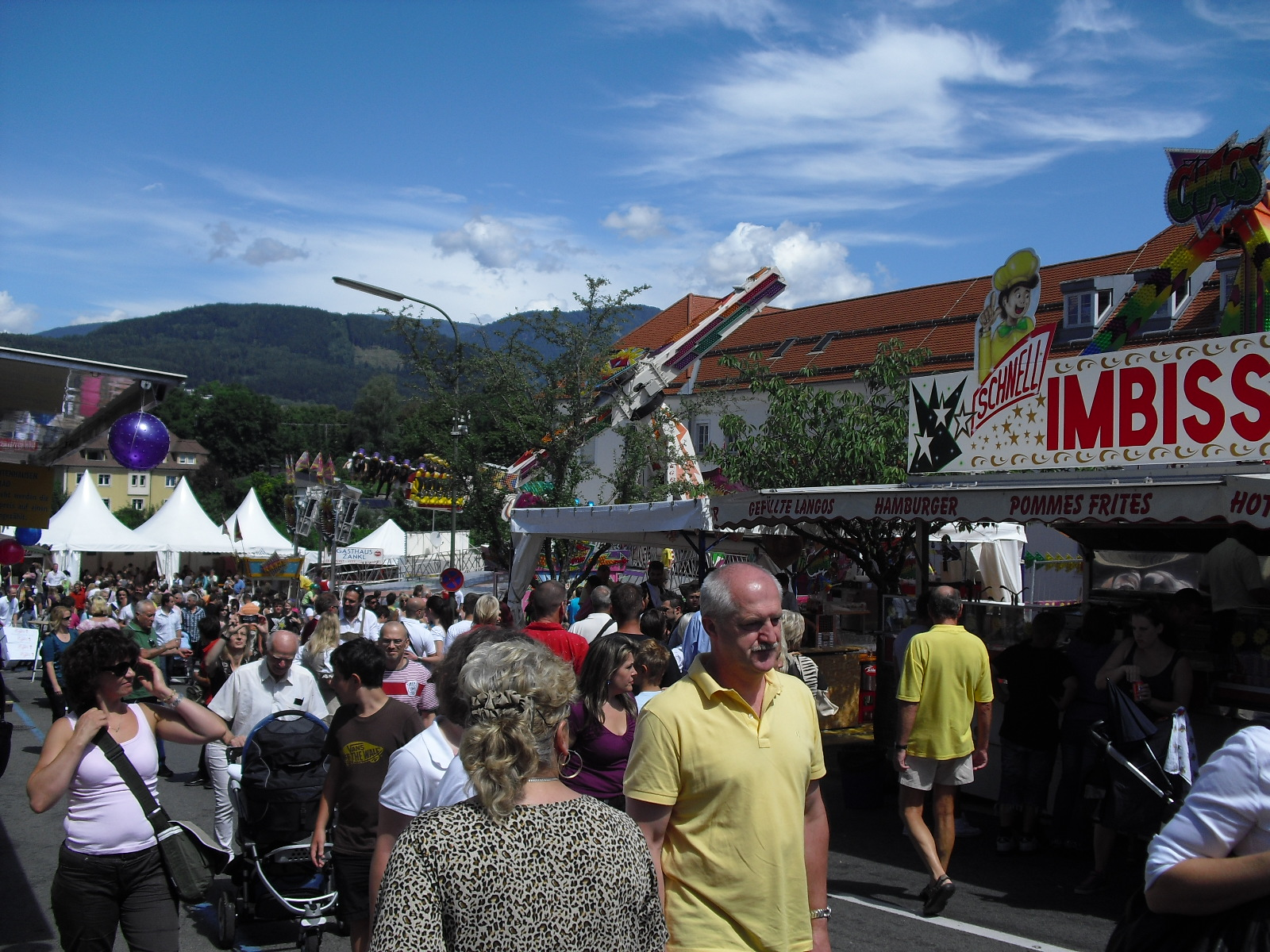
Villacher Kirchtag

Volksgarten Nymphenburg um 1900, zu seiner Zeit der größte Vergnügungspark Deutschlands

Ein Vergnügungspark ist eine räumliche Gruppierung von einem oder mehreren Fahrgeschäften („fliegende Bauten“) mit Schaubuden, Karussells und anderen Attraktionen zur Unterhaltung größerer Menschenmengen. Vergnügungsparks dienen der Unterhaltung von Erwachsenen, Jugendlichen und Kindern. Ein Vergnügungspark kann dauerhaft oder zeitlich begrenzt sein. Dauerhaft angelegte Vergnügungsparks werden Freizeitpark genannt und dienen auch der Erholung. Zeitlich begrenzte Vergnügungsparks finden sich häufig alljährlich für jeweils einige Tage oder Wochen als Kirmes, Jahrmarkt oder im Rahmen von Volksfesten.

## Themen und Attraktionen
Neben Themenbereichen bieten Vergnügungsparks häufig Attraktionen wie Karussells und Riesenräder, Luftschaukeln, Achterbahnen, Autodrome, Autoscooter, Belustigungsgeschäfte, Schaubuden, Ponyreiten, manchmal artistische Vorführungen oder Konzerte sowie meist Bier- oder Festzelte.
Die ursprünglichen Vergnügungsparks waren die Vorläufer der modernen Themenparks. Neben den klassischen Vergnügungsparks gibt es eine Reihe von Parks, die sich auf eine bestimmte Attraktion bzw. Personengruppe spezialisiert haben. In diesen Bereich fallen unter anderem Hochseilparks, Barfußparks und Activity Center für Kinder.
Eine weitere Kategorie sind Miniaturparks mit maßstabsgetreu nachgebauten Städten.

## Hybris des Technischen und Reproduktion des Seltenen
In der Tradition der Jahrmärkte – seit dem Mittelalter Treffpunkt und Bühne für Gaukler, Tänzer und Akrobaten – entwickelte sich Ende des 19. Jahrhunderts der Vergnügungspark als ein neuer Typ von Volksfest, als eine Art Volksfest des mechanischen Zeitalters.
Mit Motorkraft und elektrischem Licht entwickeln die neuen Fahrgeschäfte ein zentrales Thema: die Hybris des Technischen; den Reiz einer modernen, industrialisierten Welt, die sich genau an jenem Abgrund positioniert, an dem die von ihr selbst erzeugten Gefahren gerade noch von einer in demselben Maße gesteigerten Fähigkeit zur Katastrophenverhinderung gebändigt werden. So war das Brennende Haus zu dieser Zeit aus begreiflichen Gründen ein beliebter Nervenkitzel. Die Gefahr, der man erst im letzten Moment entkommt, kombinierten die Fahrgeschäfte mit der Reproduktion des Seltenen.
Für die Bewohner der überfüllten Großstädte der Jahrhundertwende konnte es aus Platz- und Geldmangel nicht mehr die herkömmlichen Vergnügungs- und Entspannungsmöglichkeiten geben – sie mussten künstlich reproduziert werden. Der Ausritt, die Reise, die Schlittenfahrt, die Seefahrt – Spannungserlebnisse schlechthin, einst ein Privileg der Oberschicht, wurde nun mit Fahrgeschäften wie der Petersburger Schlittenfahrt, dem Pferderennen Steeplechase, dem Untergang von Pompeji, der Schweizer Bergbahn, der Flussfahrt mit dem Baumstamm Shoot the Chutes und der Geisterbahn einer größeren Zahl von Menschen zugänglich gemacht. Auch das Kennenlernen, in den modernen betriebigen Städten für deren isolierte Bewohner schwierig, wurde im Verrückten Haus beim Übereinanderfallen der Menschen im Barrel of Love vereinfacht und konnte danach bei einer Fahrt im künstlichen Schwan im Tunnel of Love vertieft werden. Viele dieser mechanischen Wunderwerke stammten von Weltausstellungen und anderen nationalen Messen, sodass der Name Messe für Vergnügungspark ebenso gebräuchlich war, wie sich die Architektur mit ihrer Gruppierung um ein in allen Farben beleuchtetes Wasserbassin daran anlehnte.

## Beurteilung
Vergnügungsparks haben in unterschiedlichen Formen und Zielsetzungen eine lange Tradition und finden sich überall auf der Welt verbreitet. Dies spricht für ein allgemeines Bedürfnis seitens der Bevölkerung, das hier seine Befriedigung findet. Allerdings waren sie auch bei bestimmten sozialen Schichten, Religionsgruppen und Pädagogen mit unterschiedlichen Argumenten seit dem Mittelalter immer wieder umstritten. Die einen prangerten den Sittenverfall des Pöbels, die anderen die ausufernde Vergnügungssucht und wieder andere das fehlende menschenbildende Element bei diesen Unterhaltungsformen an. So galten Vergnügungsparks noch Anfang des 20. Jahrhunderts als billige Unterhaltung für das Proletariat: Als Maxim Gorki 1906 Coney Island besuchte, war er tief erschüttert, wie leicht und mit welch niedrigen Effekten sich die Masse der Menschen bereitwillig verführen ließ. Er notierte in sein Tagebuch: „Das ist die Freiheit in der Hand des gelben Teufels, des Goldes.“
Erst in neuerer Zeit und angesichts eines rapide steigenden Interesses der Bevölkerung an großzügig ausgebauten Parks mit spektakulären Attraktionen begannen auch verschiedene wissenschaftliche Disziplinen, sich mit dem Phänomen dieser Freizeitfaszination der Massen intensiver auseinanderzusetzen, was zu einer differenzierteren Einschätzung und Bewertung führte.
So rekonstruierte der Kulturhistoriker Sacher-Roger Szabo bei seinen Recherchen zur Geschichte der Vergnügungsanlagen eine uralte Tradition mit zum Teil rituellen Wurzeln, die dem zumindest in den westlichen Ländern heute weitestgehend nur noch profanen Treiben einen ursprünglich magischen bzw. religiösen Hintergrund bescheinigen. Es ist eine enge Verbindung zu der jeweiligen Kulturentwicklung der verschiedenen Länder nachweisbar.
Aber auch der schlichte Wunsch nach einem zeitweiligen Ausstieg aus der Routine des Alltags und nach das Lebensgefühl intensivierenden Spannungserlebnissen hat seine Legitimation. Der Wagnisforscher Siegbert A. Warwitz unterscheidet bei seiner Analyse zwischen den unterschiedlichen Bedürfnissen und Ansprüchen in der Freizeitgestaltung der Menschen einerseits und den entsprechenden Angeboten des Vergnügungsmarktes andererseits. Er differenziert dabei zwischen dem sogenannten „Thrill-Sucher“, der den bloßen Nervenkitzel anstrebt und dabei im sogenannten „Eventhopping“ von einem spektakulären Angebot zum nächsten hastet und dem „Skill-Sucher“, der mit seinem Spannungserleben einen Sinn verfolgt, der etwa im Austesten des eigenen Angstlevels, der körperlichen Fitness oder Fähigkeit zur Stressbewältigung liegen kann. Einen weiteren wesentlichen Unterschied zwischen Thrill- und Skill-Angebot sieht er in dem Grad, in dem der Freizeitpark lediglich der genügsamen Absicht entgegenkommt, sich fremdverantwortet passiv „be-abenteuern“ zu lassen oder Möglichkeiten anbietet, selbstbestimmt und eigenverantwortlich handeln zu können. Ersteres kommt etwa in den unterschiedlichen Fahrgeschäften wie Karussells oder Luftschaukeln zum Zuge, letzteres hat etwa bei Kletterhallen, Abenteuerspielplätzen oder Hochseilgärten und entsprechenden Stationen im Vergnügungspark Vorrang. Diese fordern eine intensivere Auseinandersetzung mit der Aufgabe, Eigenaktivität und Selbsteinschätzung, sind aber in der Regel weniger spektakulär ausgelegt.
Insgesamt wird den Vergnügungsparks mit ihrem breit gefächerten Angebot eine bedeutsame Funktion beim Hineinwachsen in und bei der sinnvollen Gestaltung der neuen Räume einer aufblühenden Freizeitgesellschaft schon bei Kindern und Jugendlichen zugewiesen. Sie können aber auch als Einstieg in das selbstgesteuerte, eigenverantwortete Abenteuer verstanden und genutzt werden.